# Frăția hoților
Frăția hoților (Den of Thieves, lansat în unele țări sub numele de Criminal Squad) este un film american de acțiune și polițist din 2018, scris, produs și regizat de Christian Gudegast⁠(d). În rolurile principale au interpretat actorii Gerard Butler, Pablo Schreiber, Curtis Jackson, O'Shea Jackson Jr., Evan Jones, Dawn Olivieri, Mo McRae și Max Holloway. În film, o bandă de adjuncți ai Departamentului Șerifului din comitatul Los Angeles încearcă să oprească o echipă de hoți formată din foști pușcași marini MARSOC care plănuiesc să jefuiască Rezerva Federală din Los Angeles.
Frăția hoților a fost distribuit de STXfilms⁠(d) și lansat în Statele Unite ale Americii la 19 ianuarie 2018. A avut recenzii mixte și a încasat 80 de milioane de dolari americani în întreaga lume. O continuare, Frăția hoților 2: Pantera, a fost lansată la 10 ianuarie 2025 de Lionsgate Films.

## Rezumat
În Los Angeles, o echipă de foști pușcași marini MARSOC⁠(d), condusă de Ray Merrimen, deturnează un camion blindat. Urmează un schimb de focuri cu poliția, cu mai mulți morți, inclusiv un membru al echipei lui Merrimen, care în cele din urmă evadează cu un camion gol. 
Detectivul Nick „Big Nick” O'Brien de la Departamentul Șerifului⁠(d) din comitatul Los Angeles și echipa sa, Unitatea pentru Infracțiuni Majore, investighează jaful și îl consideră Merrimen, recent eliberat condiționat, principalul său suspect. 
Echipa lui Nick îl răpește pe Donnie Wilson, un barman care mărturisește că a lucrat ca șofer neînarmat al hoților. El le spune că o sumă mare de bani a fost furată de pe un stadion de către echipa lui Merrimen, dar neagă că le cunoaște planurile și este eliberat.
Merrimen și echipa sa se pregătesc să jefuiască Rezerva Federală, puternic păzită. Cu cca. 30 de milioane de dolari americani în bancnote vechi scoase din circulație, aceștia plănuiesc să fure banii a căror serie este scoasă din sistem deoarece sunt programați pentru a fi distruși. 
Echipa lui Nick îl urmărește pe Donnie, care este angajat ca șofer de livrare de mâncare chinezească, permițându-i să livreze în interiorul Rezervei Federale. Când Nick îl salută pe Donnie într-un restaurant, echipa lui Merrimen crede că Donnie este un informator. Interogat sub amenințarea armei, recunoaște că Nick l-a prins și interogat dar, spre surprinderea sa, Merrimen îi ordonă să-i spună lui Nick când are loc jaful. Donnie îl informează pe Nick, dar neagă că ar ști unde anume. Prietena lui Merrimen îl seduce pe Nick și, la instrucțiunile lui Merrimen, dezvăluie că echipa va jefui o bancă din Pico Rivera⁠(d).
În ziua jafului, în timp ce echipa lui Nick așteaptă în apropiere, supraveghind oamenii, echipa lui Merrimen ia ostatici pe cei din banca de economii și împrumuturi din Pico Rivera, cerând o răscumpărare și un elicopter. Când FBI-ul începe să negocieze, încălcând cererea lui Merrimen, echipa pare să execute o ostatică. Hoții ajung la seif și detonează explozibili din interior, iar Nick își dă seama că acesta nu este modul lor de operare obișnuit și că au alt plan. Nerăbdător, ia cu asalt banca și îi găsește pe ostatici vii, legați și cu glugi pe cap. În schimb, hoții au fugit prin canalizare și au scăpat.
Merrimen și mâna sa dreaptă, Enson, se infiltrează în Rezerva Federală, cu ajutorul camionului blindat furat și banilor de pe stadion pentru a se da drept agenți de securitate care aduc bani pentru a fi distruși. Donnie, ascuns într-un cărucior cu bani, ajunge într-o cameră de numărare, în timp ce hoții întrerup curentul din cameră, făcând să pară că este doar o pană de curent obișnuită. Angajații sunt evacuați scurt timp conform regulamentului, iar Donnie declanșează un impuls electromagnetic care dezactivează camerele de supraveghere din cameră. Apoi, Donnie aruncă la gunoi sacii cu bancnotele destinate mărunțirii. Printr-o conductă de aer se târăște spre toaletă, apoi livrează mâncarea ascunsă acolo și părăsește clădirea în uniforma sa de curier în timp ce Merrimen și Enson pleacă cu camionul.
O mașină de gunoi ridică sacii care conțineau banii, iar hoții o interceptează. Echipa lui Nick îl prinde pe Donnie și îl bate pentru a dezvălui ruta de evadare a lui Merrimen. Blocată în trafic, echipa lui Merrimen observă apropierea echipei lui Nick și începe un schimb de focuri. Adjunctul „Borracho” și hoțul Bosco sunt uciși. Apoi și Enson este ucis, iar Merrimen este rănit mortal de Nick, care rămâne alături de el până la moarte. În loc de bani, în vehiculul lui Merrimen găsește doar saci de hârtie mărunțită. FBI-ul îl informează pe Nick că Rezerva Federală nu a suferit aparent nicio pierdere, iar Donnie evadează.
Nick revine la barul lui Donnie doar ca să afle că acesta a demisionat. Observând că barul este frecventat de angajați ai Rezervei Federale și zărind o fotografie cu Donnie și prietenii săi, Nick își dă seama că Donnie este adevăratul creier al jafului: a adunat informații de la clienții barului și a reușit să plănuiască întregul jaf. El și-a recrutat prietenii să intercepteze banii și să înșele echipa lui Merrimen. După ce a expediat banii în Panama și a fugit la Londra împreună cu complicii săi, Donnie lucrează acum într-un alt bar, vizavi de o bursă de diamante – următoarea sa țintă.

## Distribuție
- Gerard Butler  – detectivul Nick „Big Nick” O'Brien, un ofițer curajos al Departamentului Șerifului din comitatul Los Angeles și un bețiv, este hotărât să distrugă echipa lui Merrimen. Este căsătorit și are două fiice mici. Butler a trebuit să crească în greutate 11-13 kg într-o perioadă scurtă de timp pentru acest rol.[6]
- Pablo Schreiber –  Ray Merrimen, un veteran al Marinei MARSOC, liderul echipei, unul dintre tâlharii care au jefuit Banca Rezervei Federale din centrul orașului Los Angeles.
- O'Shea Jackson Jr. – Donnie Wilson, fost pușcaș marin, barman și unul dintre tâlharii care au jefuit Banca Rezervei Federale din centrul orașului Los Angeles. El este șoferul priceput al grupului.
- Curtis „50 Cent” Jackson – Enson Levoux, un veteran al Marinei MARSOC, unul dintre tâlharii care au jefuit Banca Rezervei Federale din centrul orașului Los Angeles. Are o soție și o fiică adolescentă.
- Meadow Williams  – Holly
- Maurice Compte – detectivul Benny „Borracho” Magalon, Unitatea de Infracțiuni Majore a Departamentului Șerifului din comitatul Los Angeles
- Brian Van Holt – Murph Connors, Unitatea de Infracțiuni Majore a Departamentului Șerifului din comitatul Los Angeles
- Evan Jones  – Bo "Bosco" Ostroman, veteran al Marinei MARSOC, fost tehnician al Departamentului⁠(d) de Apă și Energie din Los Angeles și unul dintre tâlharii care lucrează direct cu Merrimen și Enson
- Mo McRae  – detectivul Gus Henderson, Unitatea de Infracțiuni Majore a Departamentului Șerifului din comitatul Los Angeles
- Kaiwi Lyman-Mersereau  – detectivul Tony „Tony Z” Zapata, Unitatea de Infracțiuni Majore a Departamentului Șerifului din Comitatul Los Angeles
- Dawn Olivieri  – Debbie O'Brien, soția lui Nick O'Brien, care îl părăsește după ce descoperă că a înșelat-o
- Eric Braeden – „Ziggy” Zerhusen
- Lewis Tan – gardianului numărul 1 de la Poliția Rezervei Federale
- Cooper Andrews  – Mack, unul dintre membrii echipei de hoți și angajat al companiei de telefonie Western Telecal, care își folosește accesul pentru a oferi asistență de informații prin accesarea fluxurilor de date ale LAPD. Este văzut la Londra sărbătorind jaful alături de ceilalți cu care Donnie a lucrat în secret.
- Jermaine Rivers  – ofițerul Jackson, un gardian de la Poliția Rezervei Federale care îi oprește pe Ray Merrimen și Levoux când intră și ies din clădirea locală a Rezervei Federale.
- Max Holloway  – Bas, unul dintre tâlhari și prietenul lui Donnie.[7]
- Oleg Taktarov – Alexi, șoferi pe camion de gunoi
- Jay Dobyns – Rolph Wolfgang, un angajat al Rezervei Federale a Statelor Unite care frecventează barul lui Donnie Wilson.
- Alix Lapri – Maloa
- Matthew Cornwell – Joseph, director de bancă
- Nick Loeb – Rudd
- Michael Bisping  – Connor

## Producție
Frăția hoților a fost în dezvoltare timp de aproximativ paisprezece ani, regizorul Christian Gudegast și un partener scenarist având o înțelegere neoficială cu New Line Cinema din 2003. Peter Berg a fost angajat să regizeze la un moment dat și a existat și varianta unui serial de televiziune. Proiectul urma să fie distribuit și de Relativity Media⁠(d). Jay Dobyns⁠(d), care l-a interpretat pe Rolph Wolfgang, a fost un fost în realitate un agent special și agent sub acoperire al BATFE și a servit și ca un consultant al acestui film.

### Filmare
Producția a început în ianuarie 2017. Directorul de imagine, Terry Stacey, a filmat cu camera digitală Arri Alexa⁠(d) XT Plus. Cu toate că acțiunea are loc în Los Angeles, California, a fost filmat în principal în Atlanta, Georgia și împrejurimi. Scenele aeriene ale orașului Los Angeles au inclus podul Vincent Thomas, Instituția Corecțională Federală, Insula Terminal și orizontul Downtown Los Angeles.

## Recepție

### Box office
A încasat 44,9 milioane de dolari americani în Statele Unite și Canada și 35,7 milioane de dolari americani în alte teritorii, cu un total mondial de 80,5 milioane de dolari americani, la un buget de producție de 30 de milioane de dolari americani. 
În Statele Unite și Canada, Frăția hoților a fost lansat alături de Cei 12 invincibili⁠(d) și Forever My Girl⁠(d), precum și alături de versiunile extinse ale filmelor Firul fantomă, I, Tonya⁠(d) și Strigă-mă pe numele tău, la 19 ianuarie 2018. S-a estimat că Frăția hoților va avea încasări de 7-10 milioane de dolari în 2.432 de cinematografe în weekendul premierei. În cele din urmă, a avut performanțe peste estimări, debutând cu încasări de 15,3 milioane de dolari și terminând pe locul trei la box office, după Jumanji: Aventură în junglă și Cei 12 invincibili. A scăzut cu 43%, ajungând la 8,6 milioane de dolari americani în a doua săptămână și cu încă 47%, ajungând la 4,6 milioane de dolari în a treia săptămână.

### Răspuns critic
Pe site-ul web de agregare a recenziilor Rotten Tomatoes, 42% din cele 136 recenzii ale criticilor sunt pozitive, cu un rating mediu de 5.1/10. Consensul site-ului spune că: "Frăția hoților aduce un omagiu puternic thrillerelor clasice cu jafuri din trecut; din păcate, nu se apropie niciodată la înălțimea inspirațiilor sale evidente."
Metacritic, care folosește o medie ponderată, a atribuit filmului un scor mediu de 49 din 100, pe baza a 24 recenzii, indicând recenzii „mixte sau medii”.
Publicul chestionat de cei de la CinemaScore a acordat filmului o notă medie de „B+” pe o scară de la A+ la F.

## Continuare
În februarie 2018, s-a anunțat că o continuare se afla în dezvoltare, Gudegast a semnat pentru a reveni ca scenarist și regizor. În plus, Butler și Jackson Jr. erau în negocieri pentru a-și relua rolurile. A fost achiziționat inițial în mai 2023 de Briarcliff Entertainment⁠(d) pentru a fi distribuit în SUA și programat apoi să fie lansat la sfârșitul anului 2024. Lionsgate a achiziționat drepturile de distribuție în anul următor, ca parte a achiziției Entertainment One⁠(d) de la Hasbro, iar filmul a fost lansat în cele din urmă la 10 ianuarie 2025.